# Hemipsilichthys gobio
Hemipsilichthys gobio är en fiskart som först beskrevs av Lütken, 1874.  Hemipsilichthys gobio ingår i släktet Hemipsilichthys och familjen Loricariidae. Inga underarter finns listade i Catalogue of Life.